# Bergheim (Francja)
Bergheim – miejscowość i gmina we Francji, w regionie Grand Est, w departamencie Górny Ren.
Według danych na rok 1990 gminę zamieszkiwały 1802 osoby, 94 os./km².